# Величавий дуб (Київ)
Величавий дуб — вікове дерево, ботанічна пам'ятка природи місцевого значення. Зростає у місті Києві у місцевості Ґалаґани поблизу станції метро Нивки на прибудинковій території.
За переказом, посаджений місцевим поміщиком Миколаєм Чарномським.
Оголошений об'єктом природно-заповідного фонду рішенням Київради від 12.02.04 № 22/1231. Дуб має 4,3 м в охопленні стовбура, його вік сягає 300 років. Висота дерева понад 20 м, форма крони — кулеподібна.
Величавий дуб знаходиться за адресою: вулиця Олексія Бездольного, 7, Київ (з південної сторони будинку).

## Галерея

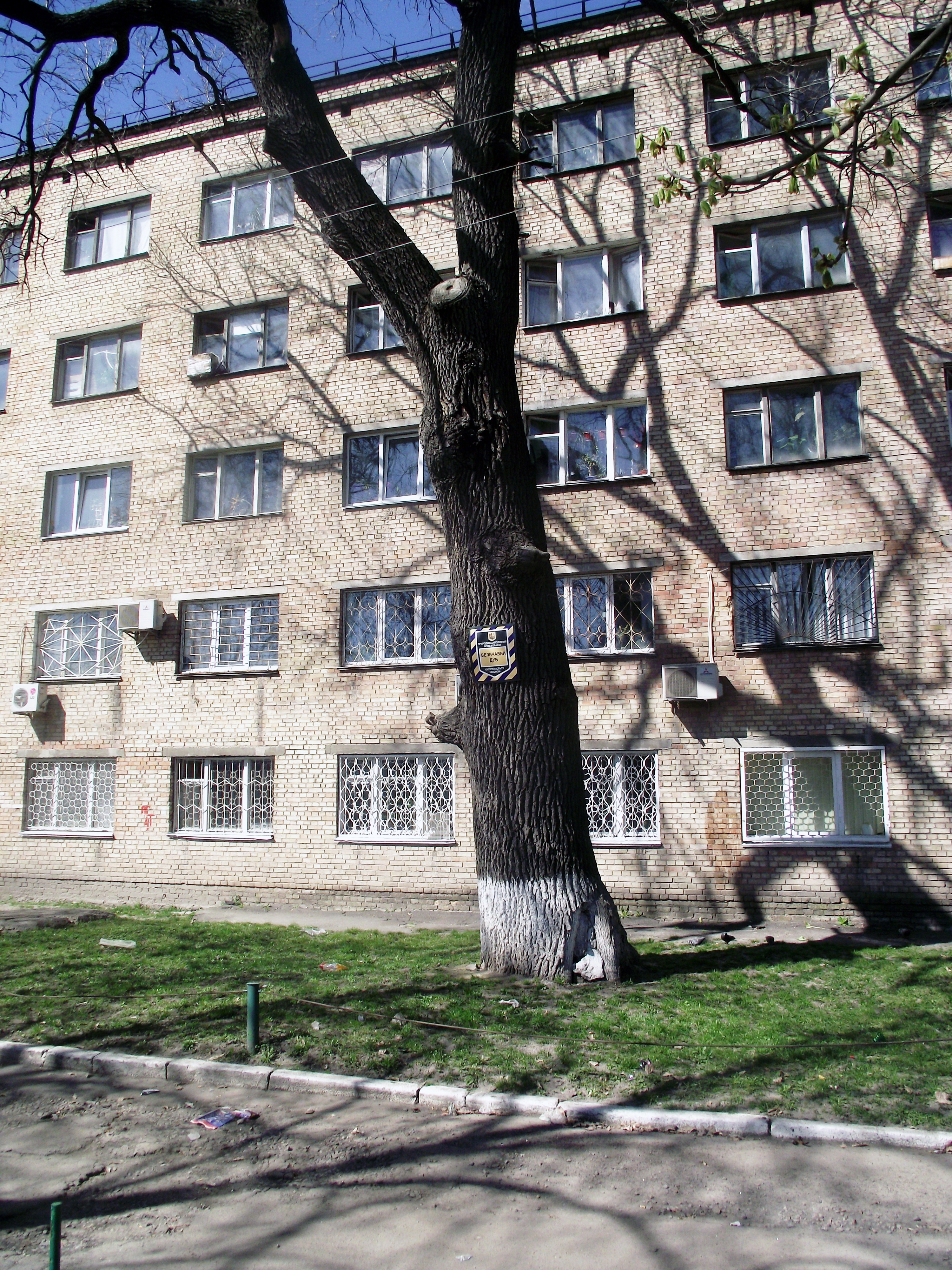
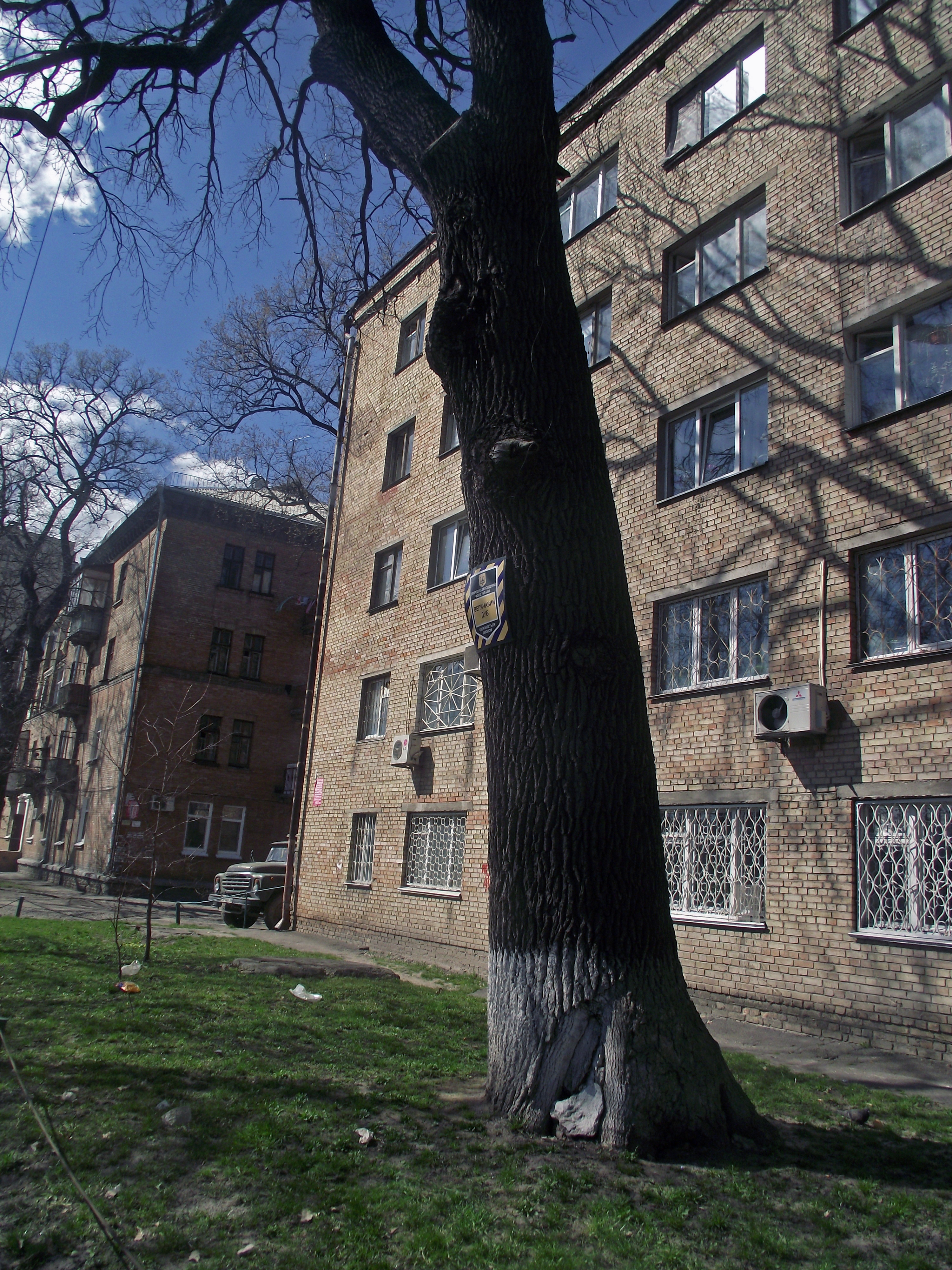
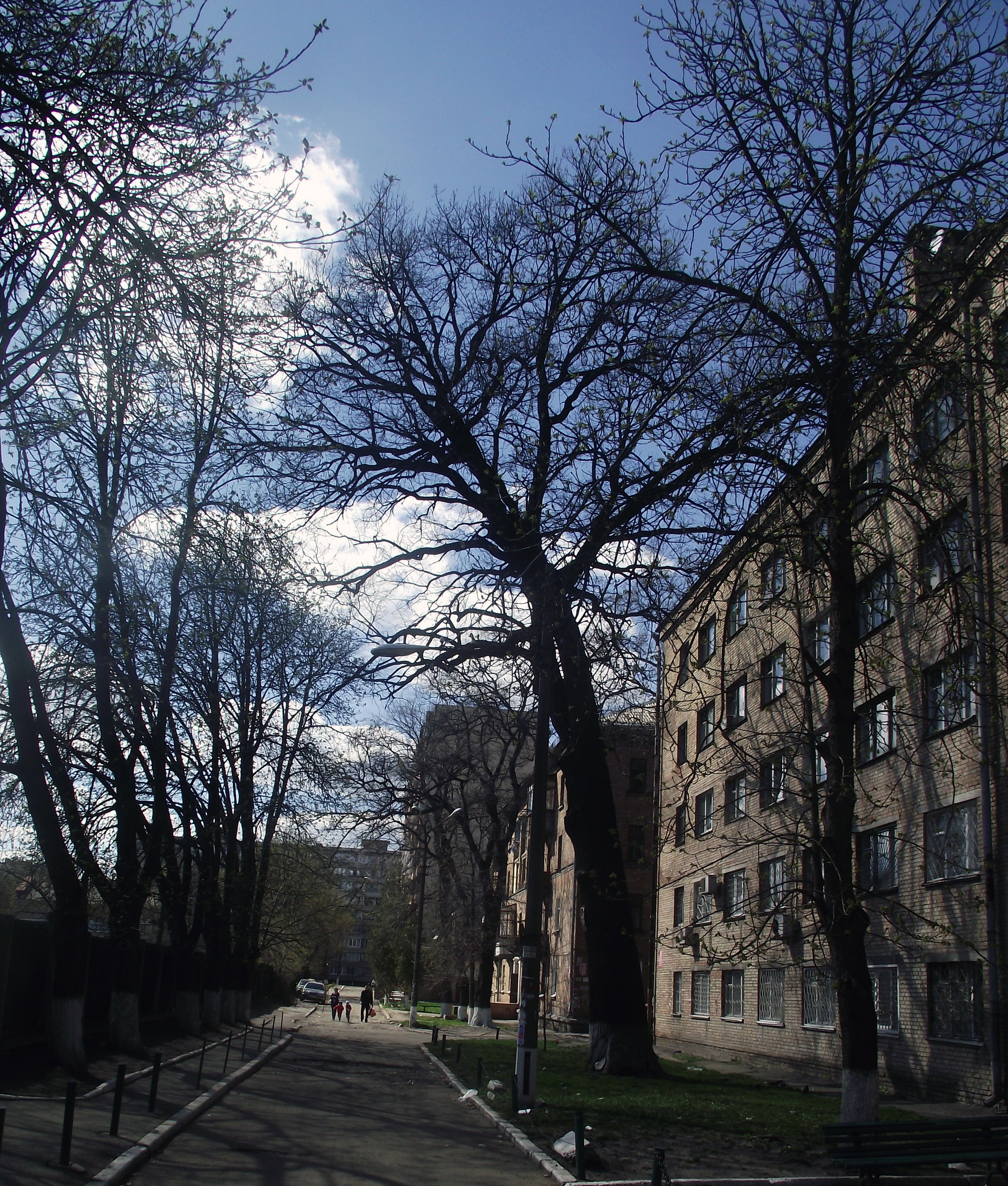
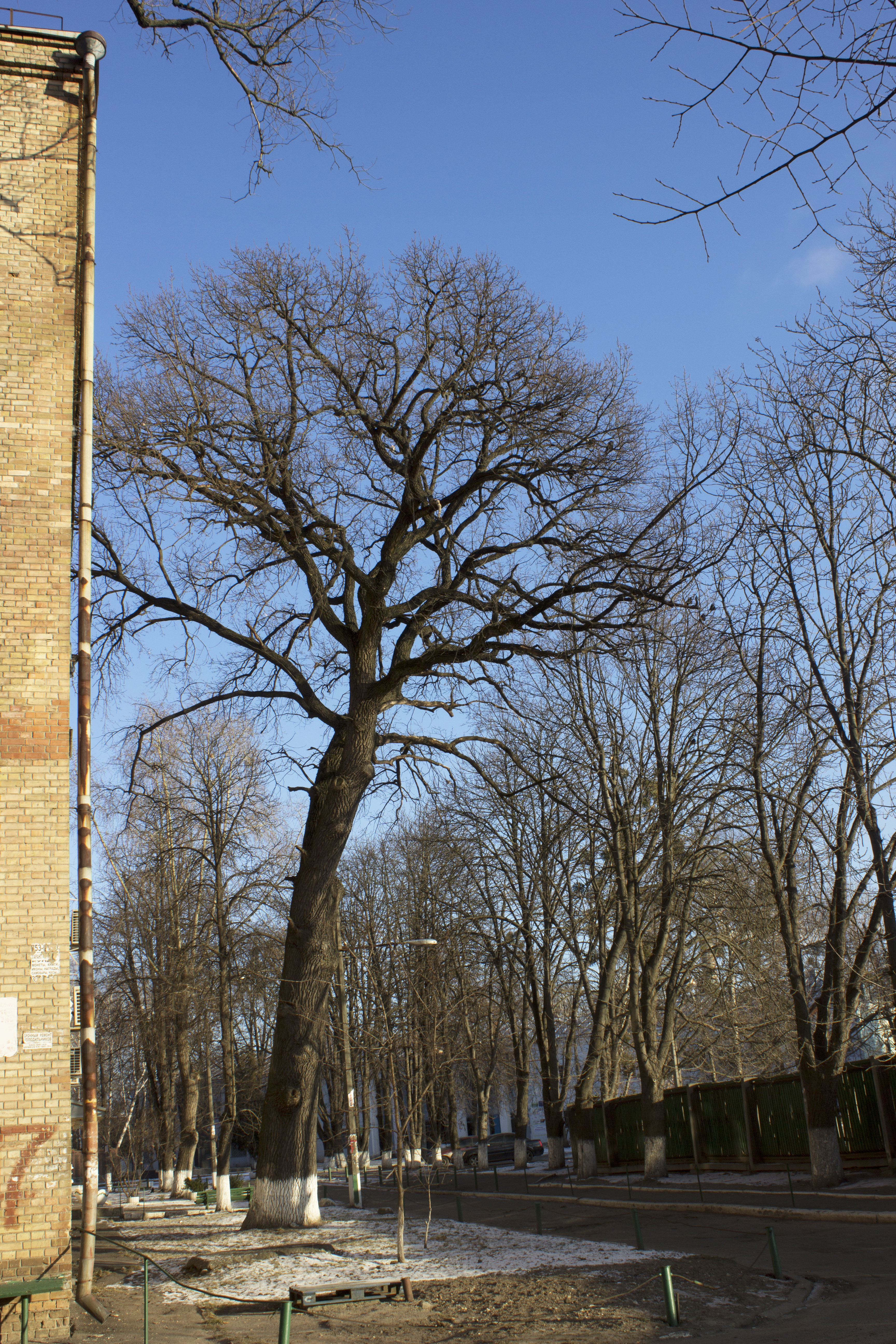
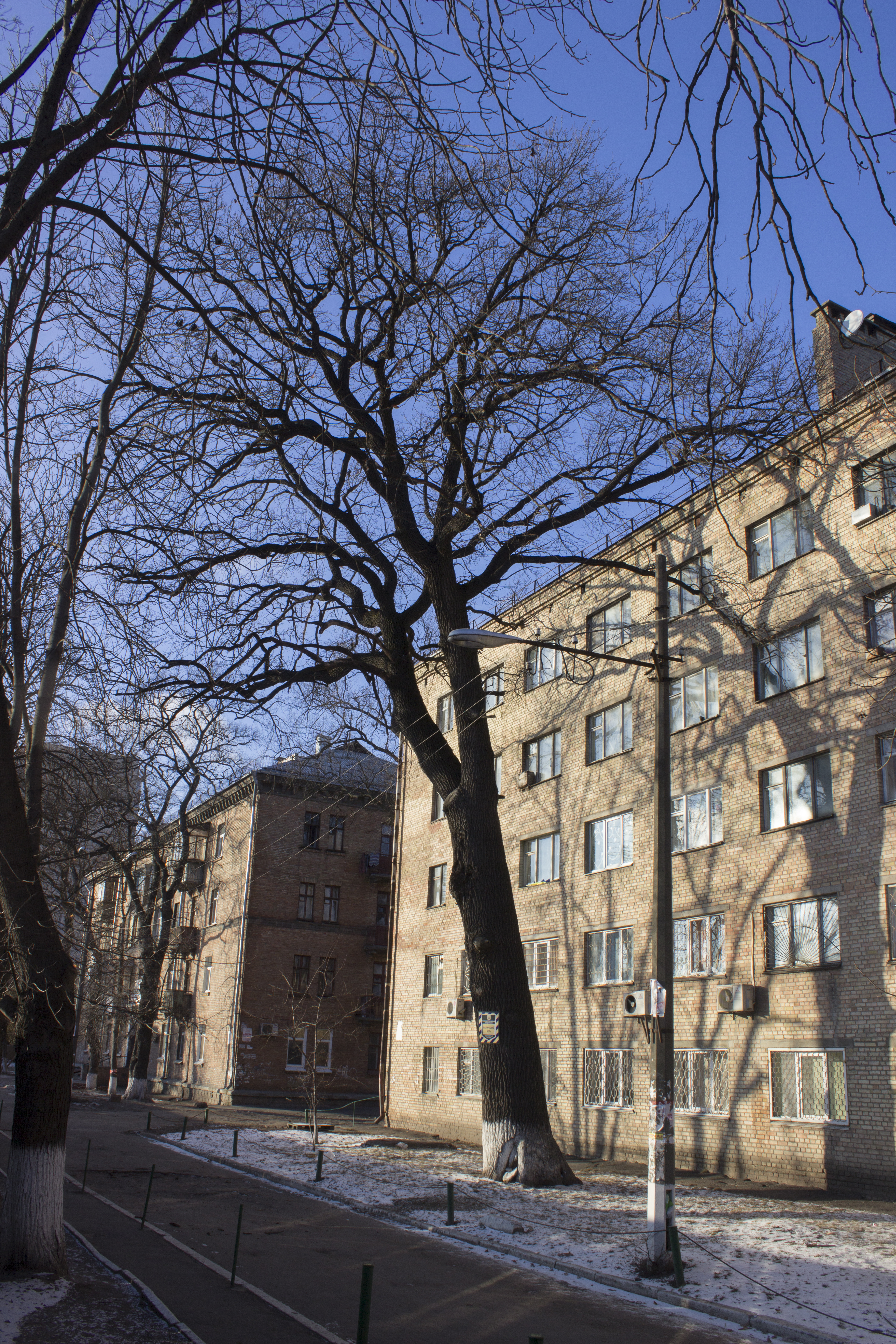
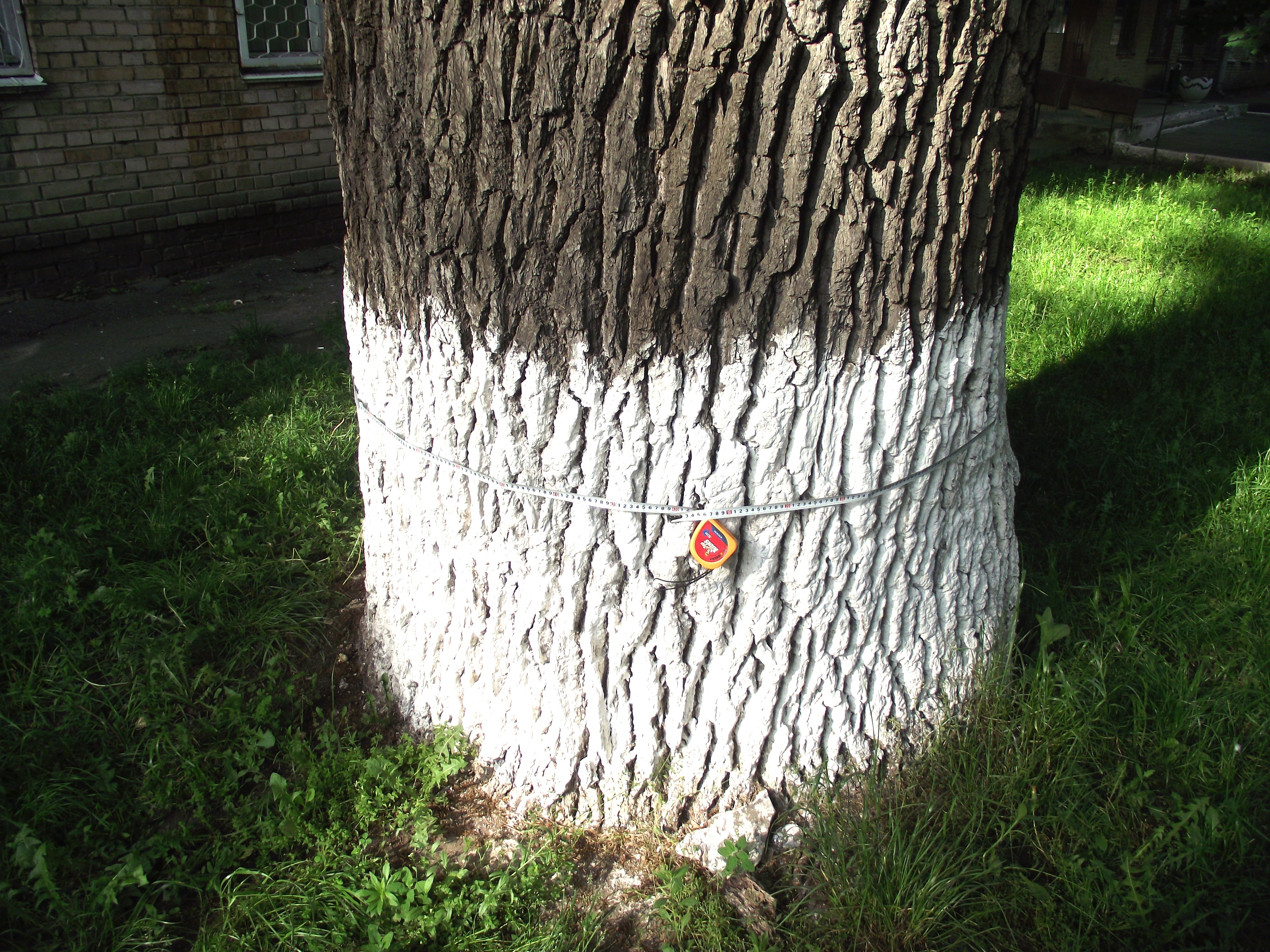
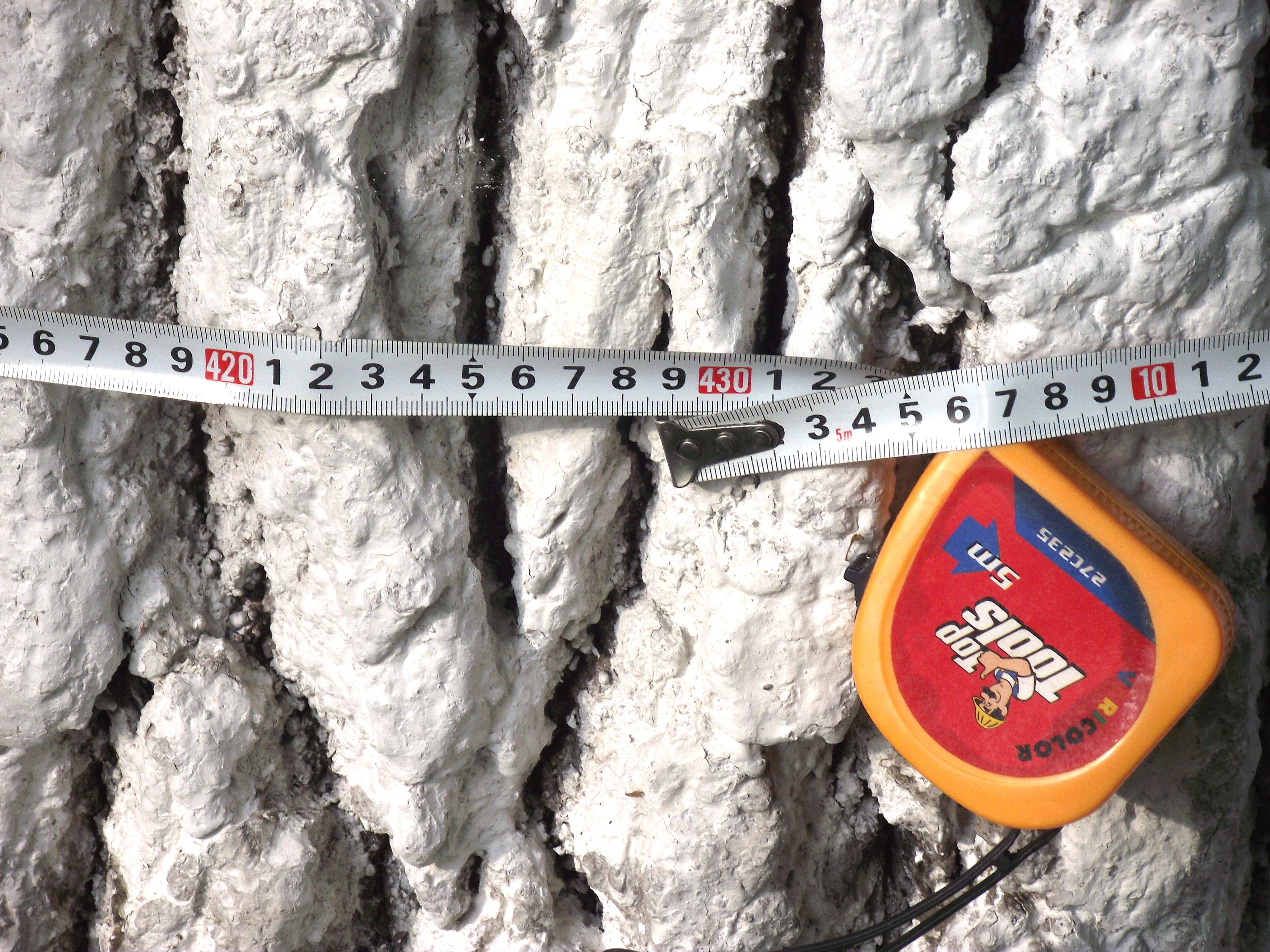
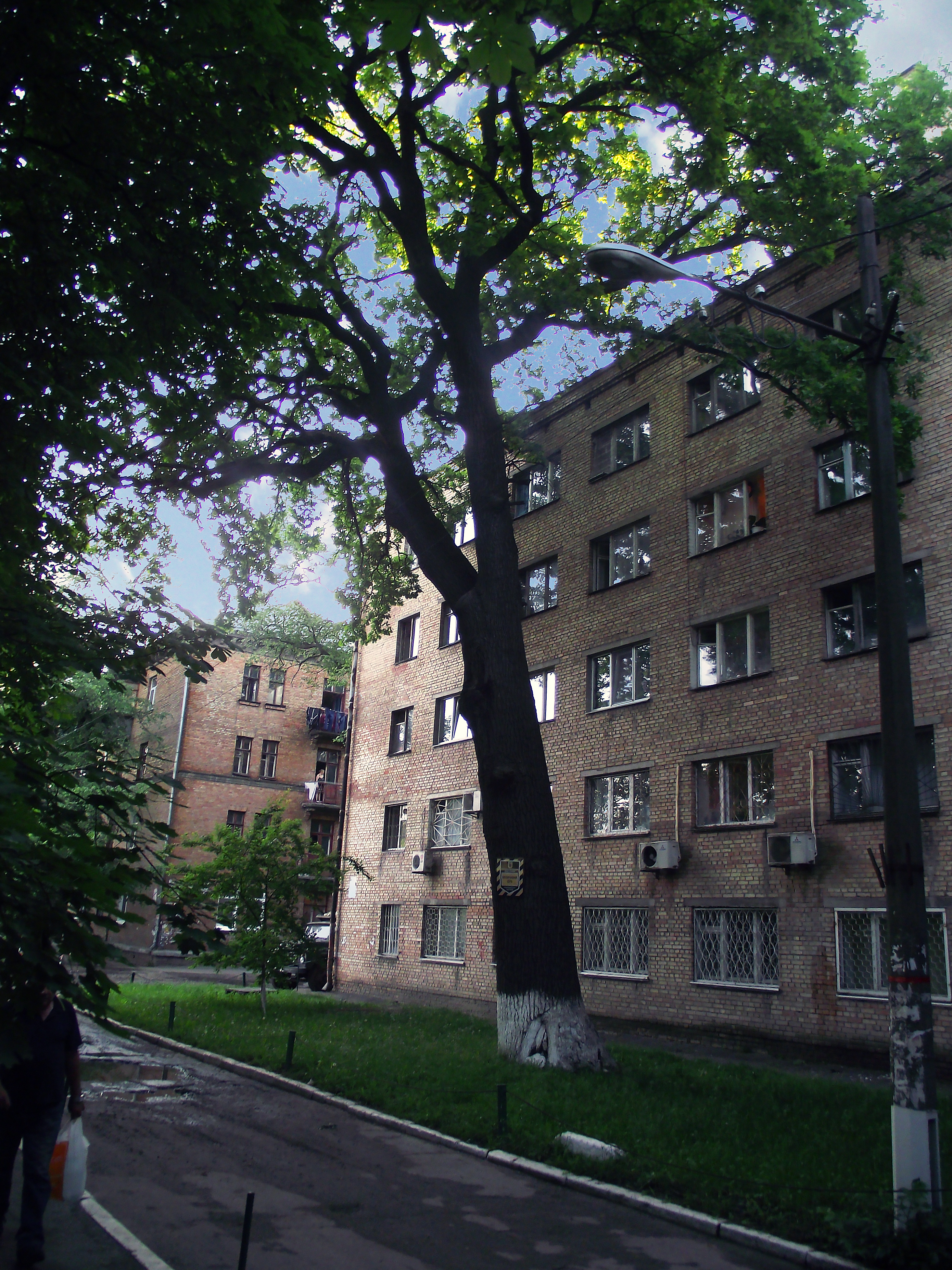
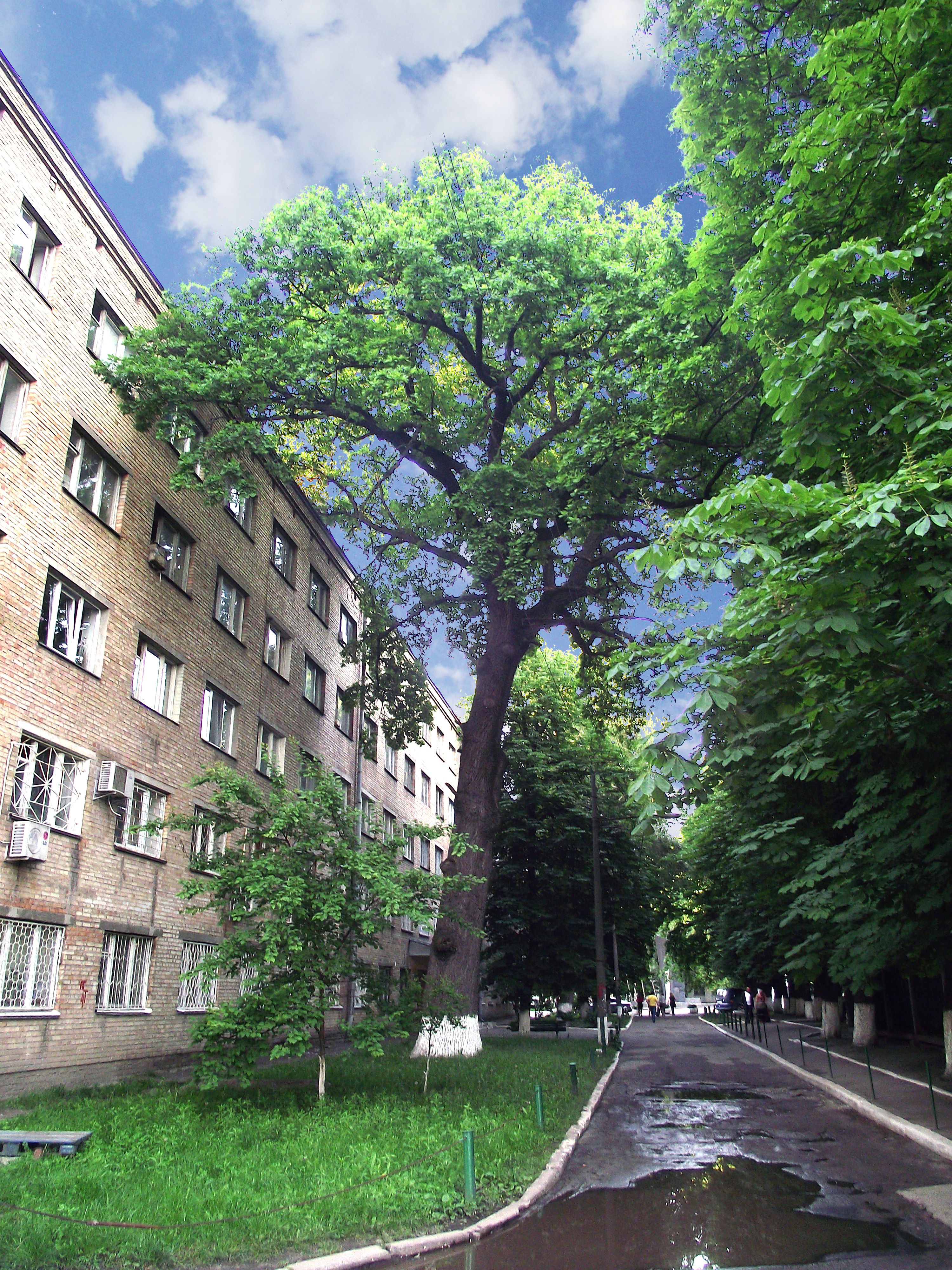
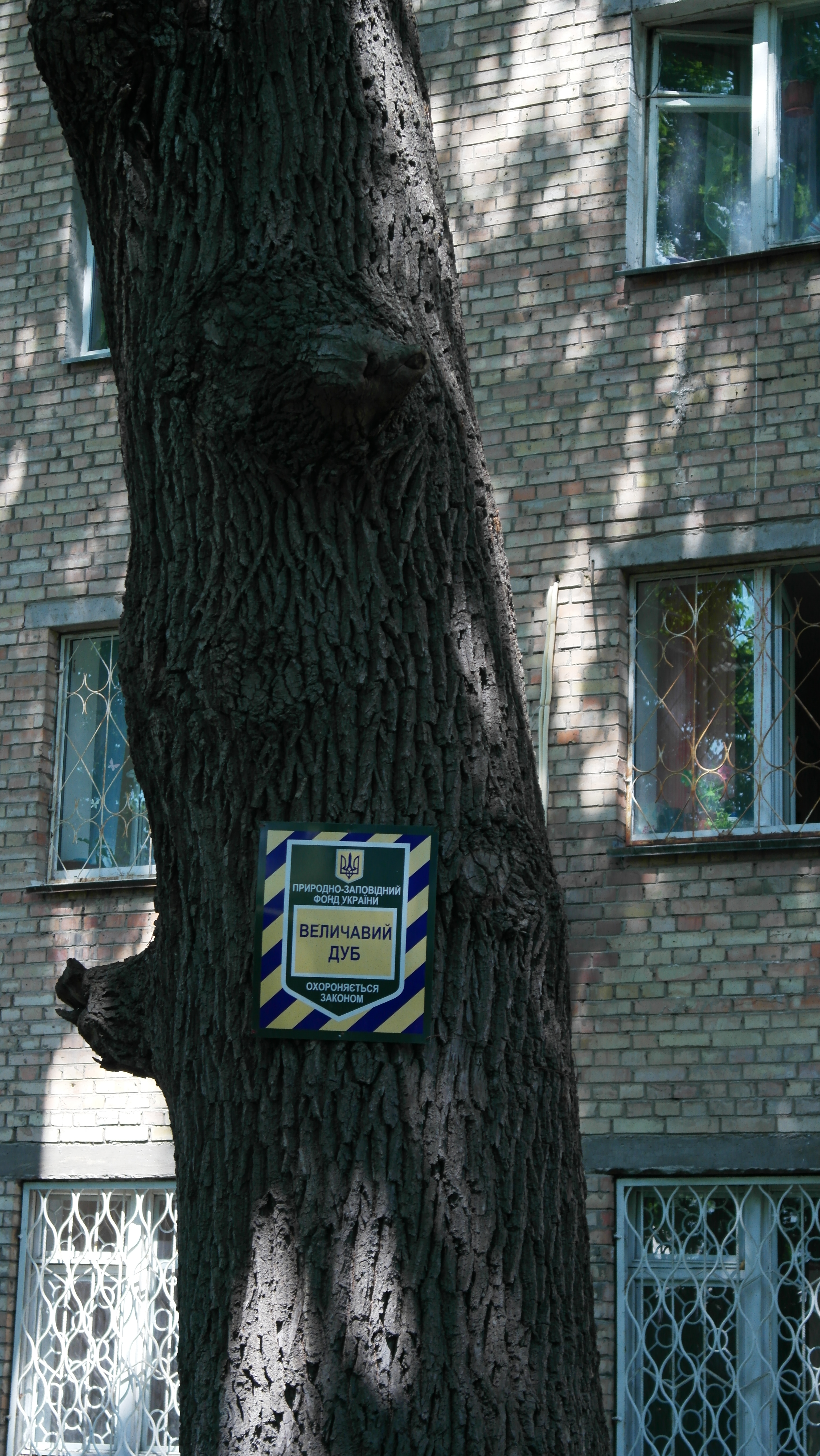
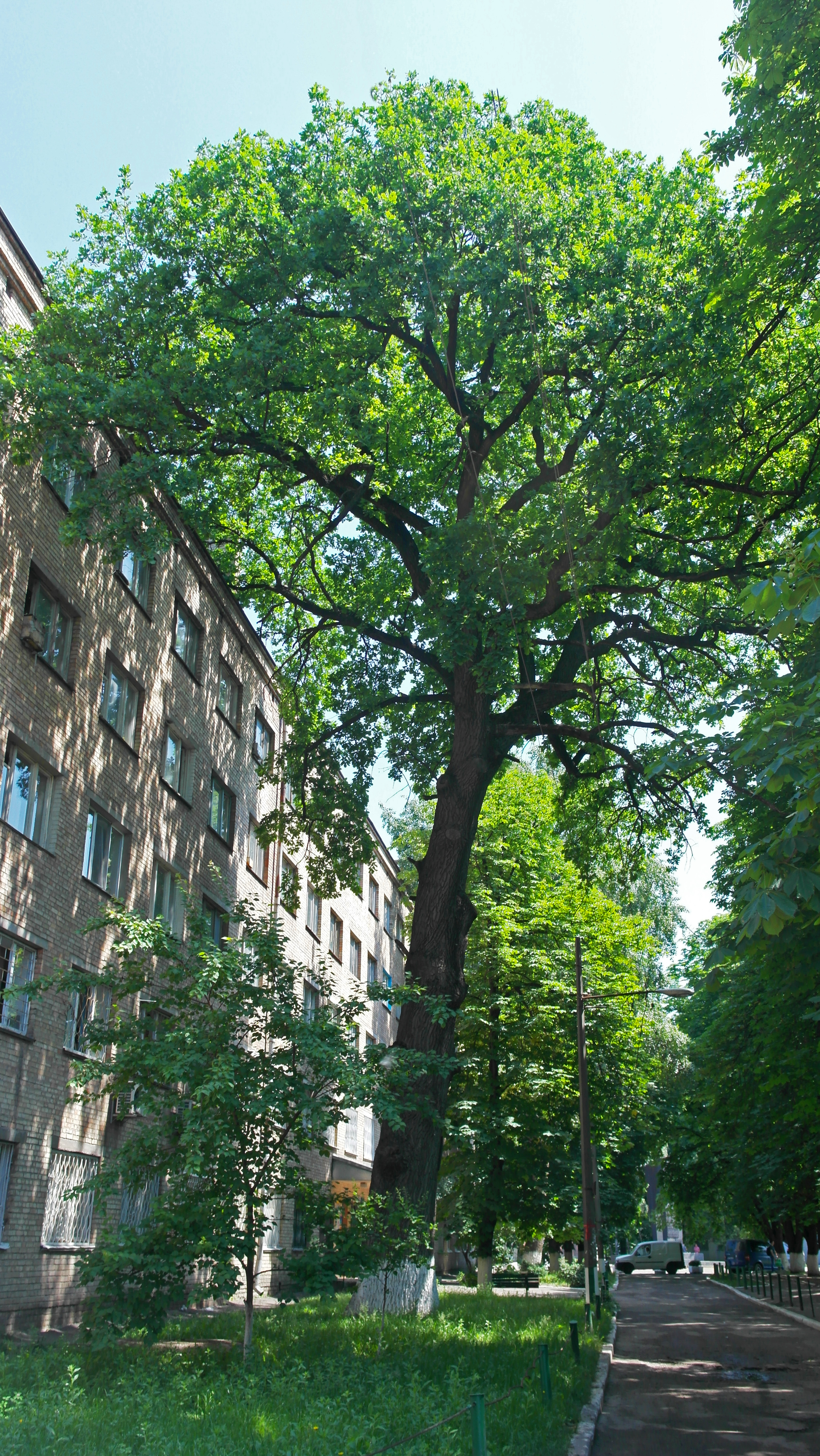